# Lista do Patrimônio Mundial no Botswana
A Organização das Nações Unidas para a Educação, a Ciência e a Cultura (UNESCO) propôs um plano de proteção aos bens culturais do mundo, através do Comité sobre a Proteção do Património Mundial Cultural e Natural, aprovado em 1972. Esta é uma lista do Patrimônio Mundial existente no Botswana, especificamente classificada pela UNESCO e elaborada de acordo com dez principais critérios cujos pontos são julgados por especialistas na área. O Botswana ratificou a convenção em 23 de novembro de 1998, tornando seus locais históricos elegíveis para inclusão na lista.
O sítio Tsodilo foi o primeiro local do Botswana incluído na lista do Patrimônio Mundial da UNESCO por ocasião da 25ª Sessão do Comitè do Património Mundial, realizada em Helsinque (Finlândia) em 2001. Desde então, o Botswana totaliza dois sítios classificados como Patrimônio da Humanidade, sendo um de classificação Natural e outro de classificação Cultural.

## Bens culturais e naturais
O Botswana conta atualmente com os seguintes lugares declarados como Patrimônio da Humanidade pela UNESCO:
| | Tsodilo |
| Bem cultural inscrito em 2001. |         |
| Localização: Ngamiland |         |
| Chamado eventualmente de "Louvre do deserto", Tsodilo conta com uma das maiores concentrações de arte rupestre do mundo. Em uma área de cerca de 10 km² do deserto de Kalahari se conservam mais de 4.500 pinturas. Este sítio conserva a memória das atividades humanas e a mutações do meio ambiente dos últimos 100 mil anos, pelo menos. As comunidades que vivem hoje em dia neste meio hostil veneram Tsodilo por considerarem um local de culto habitado por espíritos ancestrais. (UNESCO/BPI) |         |

| | Delta do Cubango |
| Bem natural inscrito em 2014. |                  |
| Localização: Ngamiland |                  |
| Situado no noroeste do país, este sítio é formado por uma planície de pântanos permanentes e pradarias sazonais inundáveis. Se trata de um complexo de zonas úmidas praticamente intactos e um dos poucos sistemas de deltas interiores do mundo que carece de foz marítima. Uma das características excepcionais do sítio está em que as crescentes anuais ocorrem na estação seca, o que faz com que suas espécies vegetais e animais sincronizem seu ritmo biológico com as inundações e chuvas anuais. O delta do Cubango constitui um exemplo, único em seu gênero, de interação de processos climáticos, hidrológicos e biológicos e abriga em seu território populações de alguns dos grandes mamíferos que correm o maior perigo de extinção atualmente: rinoceronte brancos, mabecos, leopardos e leões. (UNESCO/BPI) |                  |

## Lista Indicativa
Em adição aos sítios inscritos na Lista do Patrimônio Mundial, os Estados-membros podem manter uma lista de sítios que pretendam nomear para a Lista de Patrimônio Mundial, sendo somente aceitas as candidaturas de locais que já constarem desta lista. Desde 2010, o Botswana possui 7 locais na sua Lista Indicativa.
| Sítio | Imagem | Localização | Ano | Dados UNESCO | Descrição |
| ----- | ------ | ----------- | --- | ------------ | --------- |